# Alexandru Sătmăreanu
Alexandru Sătmăreanu sau Alexander Szatmari, născut Sándor Szatmári, (n. 9 martie 1952, la Oradea, România) cunoscut și sub numele Szatmári II, este un fost fotbalist român care a jucat printre altele la Dinamo București sau VfB Stuttgart și la prima reprezentativă a României.
În 1979 a rămas în Germania Federală.
Nu este rudă cu Lajos Sătmăreanu care a jucat de asemenea la echipa națională a României.